# Paróquia São José (Jaguaraçu)
A Paróquia São José é uma circunscrição eclesiástica católica brasileira sediada no município de Jaguaraçu, no interior do estado de Minas Gerais. Faz parte da Diocese de Itabira-Fabriciano, estando situada na Região Pastoral III. Foi criada em outubro de 1927.